# محاولة انقلاب 2012 في السودان

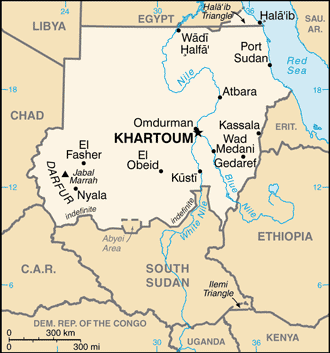

محاولة الانقلاب في السودان كان محاولة انقلاب جرا في 22 نوفمبر 2012 في السودان ضد الرئيس عمر البشير، والذي تولى السلطة في انقلاب 1989 في السودان. بدأت كمحاولة للإطاحة بالحكومة بسبب الصراعات والاضطرابات الخطيرة بشكل رئيسي احتجاجات 2011-2013 السودانية وتدهور الأوضاع. تم القبض على 13 شخصًا خلال محاولة الانقلاب، وفقًا لوسائل الإعلام.